# Kamienica Bronisława Kryształa w Warszawie
Kamienica Bronisława Kryształa – kamienica w Warszawie, przy ul. Mokotowskiej 24, wybudowana w 1913 dla Bronisława Kryształa. Projekt kamienicy wykonał Leon Wolski.

## Historia
Posesja została wydzielona w 1882 przez Mikołaja i Weronikę Nowakowskich z nieruchomości, należącej do braci Władysława i Józefa Kaczyńskich. Kamienicę dla Bronisława Kryształa wybudowano w 1913 według projektu Leona Wolskiego. W 1918 kamienica została zakupiona przez Bernarda-Berka i Esterę z Głowińskich. W 1923 córki: Helena, Luba i Celina Głowińskie odziedziczyły udział matki, a w 1929 udziały ojca.

## Architektura
Kamienica Bronisława Kryształa jest to pięciopiętrowy, dom frontowy z trzema jednakowymi oficynami tworzącymi zamknięte podwórze. Konstrukcja budynku jest ceglana z ogniotrwałymi stropami.
Budynek posiada niski, blaszany, dwuspadowy dach.

### Styl
Dziewięcioosiowa elewacja od strony ul. Mokotowskiej została pokryta zdobieniami nawiązującymi do późnego klasycyzmu. Po 1945, po rozbiórce sąsiadujących budynków, kamienicę poszerzono z obu stron. Budynek jest płaski, jednak na przeciwległych jego końcach umieszczono pozorne wykusze i wnęki balkonowe na trzech górnych piętrach. Trójkondygnacyjne kolumny między wykuszami są wykonane w stylu jońskim, charakteryzujący się wysokimi cokołami ze żłobionymi trzonami. Elewacja budynku jest podzielona na kilka części: dwupoziomowy cokół, wydzielone gzymsami drugie piętro, część trójpoziomową oraz attykowe zwieńczenie. Zwieńczenie, jest wspierane przez kolumny, ma rozbudowane belkowanie oraz attykę z balustradą i cokołami. Attyka nad wykuszami została podwyższona i ozdobiona płaskorzeźbami orłów z rozpostartymi skrzydłami i oplecionymi wieńcami.
W najniższej kondygnacji budynku, tzw. przyziemiu, osadzono pięć dużych, prostokątnych witryn oraz bramę, połączoną po lewej stronie z wąskimi drzwiami dla pieszych. Pas cokołowy tej kondygnacji wtórnie obłożono granitem. Na piętrach, po obu stronach, wstawiono szerokie okna trójskrzydłowe, gdzie indziej zaś dwuskrzydłowe, z lufcikami powyżej. Okna otrzymały bardzo oszczędny wystrój, ograniczony do cienkich obramowań. Wielki balkon, wsparty na belkach, został umieszczony na drugim piętrze.
Brama i sąsiadujące z nią drzwi to ażurowe, przeszklone odlewy, których powierzchnia dzieli się na kwadratowe pola obramowane ornamentem kandelabrowym. Nad drzwiami jest widoczne podobnie wykonane okienko. Posadzka asfaltowa, ściany gładko otynkowane, w stropie zaś widać belki. Po lewej (płn.) stronie znajduje się wejście na klatkę schodową. Dwubiegowe powrotne schody obłożono białym marmurem, podobnie jak parapety okien. Marmurowe są również posadzki podestów, ułożone w biało-czarną ukośną szachownicę. Balustrada powtarza kandelabrowe motywy zastosowane w bramie, następujące na przemian z elementami owalnymi. Podesty pięter w kształcie trapezu równoramiennego zawierają w ukośnych bokach wejścia do mieszkań, a na wprost szyb windy. Drzwi pochodzą z czasów powojennych.

### Elewacja
Elewacja tylna łączy się ze skrzydłami oficyn, tworząc zamkniętą obudowę podwórza z ciągłym, wysokim pasem cokołu z okienkami piwnic i wysokim profilowanym gzymsem koronującym.
Elewacja bocznej oficyny płn. jest dziewięcioosiowa. Oficyna poprzeczna jest pięcioosiowa z zaokrąglonym ryzalitem klatki pośrodku (okna jak pierwsza klatka w oficynie płn.). Ryzalit ujmują osie z oknami dwuskrzydłowymi, a skrajne są trójskrzydłowe.
Wszystkie klatki schodowe rozwiązano według jednego schematu. Dolny podest został wylany z lastryka, dalej znajdują się trzy stopnie biegu wyrównawczego, wiodące ku górze na podest wyłożony płytkami ceramicznymi w ukośną biało-czerwoną szachownicę. Biegnące wyżej dwubiegowe schody oraz tralkowe balustrady wykonano z drewna.

## Inne informacje
- Na piątym piętrze kamienicy mieściły się redakcje „Świata Młodych”[1] i „Przeglądu Sportowego“[2].

## Zdjęcia

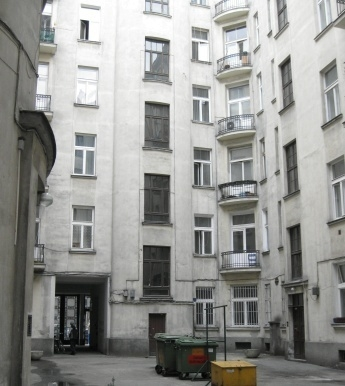
Podwórko
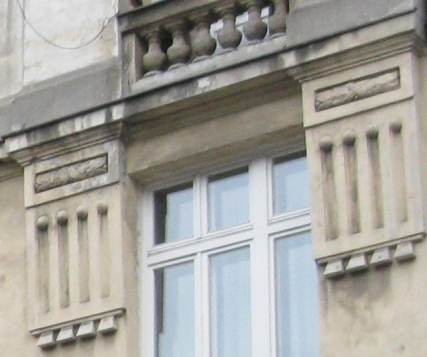
Detal
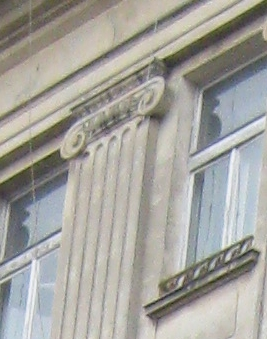
Pilaster
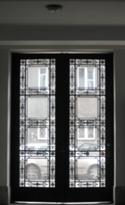
Brama